# Nicolas Malgras
Pour les articles homonymes, voir Nicolas Ier et Malgras.
Nicolas Malgras, est le 51e évêque d'Uzès, épiscopat de 1483 à 1503. Il était originaire d'Uzès et prévôt du chapitre sous son prédécesseur, Jean Ier de Mareuil. Ce docteur en droit était également l'un des conseillers de Louis XI.

## Chronologie
| 1483. | Il est élu par les chanoines à la mort de Jean Ier de Mareuil. Jacques Ier de Saint-Gelais, élu par le pape le 3 septembre 1483 selon la volonté de Louis XI, s'oppose à lui, mais ne peut parvenir à le déposséder. En effet, Nicolas Ier fut confirmé par Charles VIII, à la suite de la mort de Louis XI. |
| 1486. | Nicolas Ier Malgras prête serment le 7 août au roi Charles VIII. |
| 1503. | Mort de Nicolas Ier Malgras le 3 octobre. |

On attribue à Nicolas Ier Malgras la construction de deux chapelles latérales à l'église de la chartreuse de Valbonne. Il existe de Nicolas Malgras une médaille en bronze, au moyen de laquelle M. L. Alègre a reproduit les traits de l'évêque d'Uzès, pour la galerie de l'évêché de Nîmes.
Les armes de Nicolas Malgras sont d'azur, à deux coquilles d'or en chef, avec une ombre de soleil d'or en pointe.